# Deluxe (musikalbum)
Deluxe är ett album av Better Than Ezra. Det gavs ursprungligen ut 1993 via det egna bolaget Swell Records och återutgavs 1995 av Elektra Records. Efter återutgivningen nådde albumet 35:e plats på Billboard 200. Singeln "Good" blev en hit.

## Låtlista
1. "In the Blood" - 4:32
2. "Good" - 3:05
3. "Southern Gürl" - 4:15
4. "The Killer Inside" - 4:47
5. "Rosealia" - 4:36
6. "Cry in the Sun" - 5:21
7. "Teenager" - 4:21
8. "Untitled" - 1:29
9. "Summerhouse" - 2:38
10. "Porcelain" - 3:56
11. "Heaven" - 4:21
12. "This Time of Year" - 4:05
13. "Coyote" - 3:11